# Caneto
Caneto ist ein spanischer Ort in den Pyrenäen in der Provinz Huesca der Autonomen Gemeinschaft Aragonien. Caneto gehört zur Gemeinde La Fueva und hatte im Jahr 2020 43 Einwohner.

## Sehenswürdigkeiten
- Kapelle Santo Domingo, erbaut im 16. Jahrhundert